# Rafael Arévalo
Pour les articles homonymes, voir Arevalo.
Rafael Arévalo, né le 4 juillet 1986 à Sonsonate, est un joueur de tennis salvadorien, professionnel entre 2005 et 2019.

## Carrière
Au début de sa carrière, il s'est surtout illustré sur le circuit junior en remportant plusieurs tournois importants comme la Coupe Eddie Herr et l'Orange Bowl en double en 2003 et l'Open du Canada en simple en 2004. Dans les tournois du Grand Chelem, il est demi-finaliste en double à Wimbledon en 2004. Son meilleur classement est une dixième place.
Il est connu pour sa participation aux Jeux olympiques de Pékin en 2008 grâce à une invitation offerte par la commission tripartite. Classé seulement 447e mondial, il réussit l'exploit de passer le premier tour en battant le Sud-Coréen Lee Hyung-taik, no 96 (4-6, 6-3, 6-4), et gagne l'honneur d'affronter le no 1 mondial Roger Federer devant 4000 spectateurs, face auquel il s'incline en toute logique (6-2, 6-4). Avant l'événement, il n'avait réussi à battre que le 336e mondial (Marcel Granollers). Il s'agit de ses deux meilleures victoires en termes de classement.
Sur le circuit professionnel, il compte 7 titres ITF dont deux en simple et a atteint les huitièmes de finale du tournoi Challenger de Quito.
Il fait partie de l'équipe du Salvador de Coupe Davis depuis 2003, où figure également son frère Marcelo.
Il est désormais président de la Fédération salvadorienne de tennis.